# Campeonato Mundial de Rugby M21 de 2003
El Campeonato Mundial de Rugby M21 de 2003 se disputó en Inglaterra, fue la segunda edición del torneo en categoría M21.

## Resultados

### Grupo A
| Pos. | Equipo    | Encuentros | Encuentros | Encuentros | Encuentros | Tantos  | Tantos    | Tantos     | Puntos Totales |
| Pos. | Equipo    | jugados    | ganados    | empatados  | perdidos   | a favor | en contra | diferencia | Puntos Totales |
| ---- | --------- | ---------- | ---------- | ---------- | ---------- | ------- | --------- | ---------- | -------------- |
| 1    | Sudáfrica | 3          | 3          | 0          | 0          | 188     | 58        | +130       | 15             |
| 2    | Argentina | 3          | 2          | 0          | 1          | 110     | 56        | +54        | 11             |
| 3    | Gales     | 3          | 2          | 0          | 1          | 82      | 87        | -5         | 9              |
| 4    | Escocia   | 3          | 1          | 0          | 2          | 68      | 77        | -9         | 6              |
| 5    | Irlanda   | 3          | 1          | 0          | 2          | 67      | 81        | -14        | 4              |
| 6    | Canadá    | 3          | 0          | 0          | 3          | 42      | 198       | -156       | 0              |

|  | Semifinales 1° al 4° puesto |

|  | Semifinales 5° al 8° puesto |

#### Resultados
| 13 de junio | Sudáfrica | 36 - 27 | Irlanda |  |  |

| 13 de junio | Escocia | 19 - 37 | Gales |  |  |

| 13 de junio | Argentina | 62 - 13 | Canadá |  |  |

| 17 de junio | Sudáfrica | 102 - 10 | Canadá |  |  |

| 17 de junio | Escocia | 15 - 21 | Irlanda |  |  |

| 17 de junio | Argentina | 18 - 24 | Gales |  |  |

| 21 de junio | Escocia | 34 - 19 | Canadá |  |  |

| 21 de junio | Sudáfrica | 50 - 21 | Gales |  |  |

| 21 de junio | Argentina | 30 - 19 | Irlanda |  |  |

### Grupo B
| Pos. | Equipo        | Encuentros | Encuentros | Encuentros | Encuentros | Tantos  | Tantos    | Tantos     | Puntos Totales |
| Pos. | Equipo        | jugados    | ganados    | empatados  | perdidos   | a favor | en contra | diferencia | Puntos Totales |
| ---- | ------------- | ---------- | ---------- | ---------- | ---------- | ------- | --------- | ---------- | -------------- |
| 1    | Australia     | 3          | 2          | 1          | 0          | 115     | 64        | +51        | 13             |
| 2    | Nueva Zelanda | 3          | 2          | 1          | 0          | 124     | 74        | +50        | 12             |
| 3    | Francia       | 3          | 2          | 0          | 1          | 78      | 49        | +29        | 10             |
| 4    | Inglaterra    | 3          | 1          | 0          | 2          | 107     | 76        | +31        | 6              |
| 5    | Italia        | 3          | 1          | 0          | 2          | 59      | 92        | -33        | 5              |
| 6    | Japón         | 3          | 0          | 0          | 3          | 51      | 177       | -126       | 1              |

|  | Semifinales 1° al 4° puesto |

|  | Semifinales 5° al 8° puesto |

#### Resultados
| 13 de junio | Australia | 52 - 22 | Inglaterra |  |  |

| 13 de junio | Francia | 34 - 7 | Italia |  |  |

| 13 de junio | Japón | 14 - 61 | Nueva Zelanda |  |  |

| 17 de junio | Australia | 24 - 5 | Italia |  |  |

| 17 de junio | Francia | 23 - 26 | Nueva Zelanda |  |  |

| 17 de junio | Japón | 3 - 69 | Inglaterra |  |  |

| 21 de junio | Australia | 37 - 37 | Nueva Zelanda |  |  |

| 21 de junio | Francia | 21 - 16 | Inglaterra |  |  |

| 21 de junio | Japón | 34 - 47 | Italia |  |  |

### Semifinales 9° al 12° puesto
| 25 de junio | Irlanda | 52 - 13 | Japón |  |  |

| 25 de junio | Canadá | 21 - 27 | Italia |  |  |

### Semifinales 5° al 8° puesto
| 25 de junio | Gales | 44 - 27 | Inglaterra |  |  |

| 25 de junio | Escocia | 12 - 48 | Francia |  |  |

### Semifinal 1° al 4° puesto
| 25 de junio | Sudáfrica | 16 - 38 | Nueva Zelanda |  |  |

| 25 de junio | Argentina | 25 - 48 | Australia |  |  |

### 11° puesto
| 29 de junio | Japón | 48 - 27 | Canadá |  |  |

### 9° puesto
| 29 de junio | Irlanda | 24 - 19 | Italia |  |  |

### 7° puesto
| 29 de junio | Inglaterra | 22 - 33 | Escocia |  |  |

### Quinto puesto
| 29 de junio | Gales | 20 - 24 | Francia |  |  |

### Tercer puesto
| 29 de junio | Sudáfrica | 30 - 34 | Argentina |  |  |

### Final
| 29 de junio | Nueva Zelanda | 21 - 10 | Australia |  |  |

| Bandera de Nueva Zelanda |
| Campeón Nueva Zelanda    |
| Primer título            |